# Björn Kuipers
Björn Kuipers (Oldenzaal, 28 de marzo de 1973) es un ex árbitro de fútbol y empresario neerlandés. Fue árbitro internacional de la FIFA desde 2006 hasta 2021. Ha arbitrado la Supercopa de Europa 2011, en la Eurocopa 2012 (donde suspendió el partido entre Francia y Ucrania por una fuerte tormenta), la final de la Liga Europea de la UEFA 2012-13, la final de la Copa FIFA Confederaciones 2013 y la final de la Liga de Campeones de la UEFA 2013-14. Pitó la final de la Eurocopa 2020 realizada en 2021, entre Inglaterra e Italia.

## Carrera arbitral

### Liga de Campeones de la UEFA 2011-12
En esta edición de la Liga de Campeones Kuipers arbitró el partido de vuelta en el Camp Nou por los cuartos de final, entre FC Barcelona y AC Milan.

### Eurocopa 2012
El 20 de diciembre de 2011 la UEFA anunció que Kuipers sería uno de los doce colegiados designados para la Eurocopa. Dirigió en primer lugar el partido entre Irlanda y Croacia, en el que mostró tres tarjetas amarillas, y que terminó en victoria de Croacia con un 3-1.
Su segundo partido en el torneo fue entre Ucrania y Francia, que tuvo que interrumpir en el minuto cinco debido a una fuerte tormenta eléctrica que inundó el campo.
El partido se reanudó una hora después, y finalizó con victoria francesa, con un 2-0.
Estos encuentros los dirigió asistido por Sander van Roekel y Erwin Zeinstra en las bandas, y por Pol van Boekel y Richard Liesveld tras las líneas de meta.

### UEFA Europa League 2012-13
En la UEFA Europa Leaguede 2013, arbitró el Liverpool FC-FC Zenit (3-1). El 13 de mayo de 2013, se anunció que Kuipers arbitraría la final entre el Chelsea FC y el Benfica, en el que mostró tres cartulinas amarillas.
El partido terminó con victoria del Chelsea, con un 1-2.

### Copa FIFA Confederaciones 2013
Kuipers fue convocado por la FIFA para la Copa FIFA Confederaciones 2013 en Brasil , junto con los asistentes Van Roekel y Zeinstra. 
Lideró la fase de grupos en un juego, y fue nombrado árbitro de la final, entre Brasil y España.

### Liga de Campeones de la UEFA 2013-14
En mayo de 2014 Kuipers fue designado por la UEFA para la final entre el Atlético de Madrid y Real Madrid que se disputó el 24 de mayo de 2014 en el Estádio da Luz. El partido terminó en una victoria de 4-1 para el Real Madrid, y el colegiado mostró doce tarjetas amarillas.

### Copa Mundial Brasil 2014
En junio y julio de 2014, Kuipers arbitró por primera vez un mundial. Dirigió el Inglaterra-Italia que quedó en 1-2, Suiza-Francia, donde los franceses ganaron con un 2-5 y Ecuador-Francia, que quedó empate a cero.

### UEFA Europa League 2017-18
Fue designado como árbitro principal para la Final de la Liga Europa de la UEFA 2017-18 entre el Olympique de Marsella y el Club Atlético de Madrid, jugada en Lyon, Francia. Ésta sería su segunda final de la segunda competición europea.

### Copa Mundial Rusia 2018
Ha tenido 4 participaciones en el Mundial 2018. La primera fue en el partido disputado entre Egipto y Uruguay. El resultado de este encuentro fue de 0-1 a favor de los uruguayos. La segunda participación fue por la segunda fecha del grupo E, entre Costa Rica y Brasil, destacándose por convertirse en el primer árbitro que anula un penalti con la ayuda de la asistencia por video, penal anulado a Neymar Jr. El resultado de este encuentro fue de 2-0 en favor de los brasileños. La tercera fue en el partido de  octavos de final entre España y Rusia. En aquel encuentro ambos equipos empatarían 1-1 para luego irse a penales, dando un resultado de 3-4 a favor de la selección rusa. Y el cuarto y último encuentro fue el partido Suecia contra Inglaterra, con victoria inglesa y por último fue cuarto árbitro de la final de dicha competición.

### Eurocopa 2020
Tuvo a su cargo 4 encuentros, 2 en Fase de grupos, 1 por Cuartos de final y la Final misma. En Fase de grupos impartió justicia en los partidos de Dinamarca contra Bélgica y Eslovaquia contra España. En Cuartos de final, estuvo presente en el encuentro de República Checa versus Dinamarca, y para culminar dirigió la Final de la Eurocopa, en donde los italianos se impusieron ante los ingleses, proclamándose por 2ª vez Campeones de Europa.

## Copa Mundial de la FIFA
| Copa Mundial de Fútbol de 2014 – Brasil | Copa Mundial de Fútbol de 2014 – Brasil | Copa Mundial de Fútbol de 2014 – Brasil | Copa Mundial de Fútbol de 2014 – Brasil | Copa Mundial de Fútbol de 2014 – Brasil | Copa Mundial de Fútbol de 2014 – Brasil  | Copa Mundial de Fútbol de 2014 – Brasil | Copa Mundial de Fútbol de 2014 – Brasil |
| Fecha                                   | Partido                                 | Sede                                    | Fase                                    | Amonestado                              | Otorgado · Otorgado otra vez · Expulsado | Expulsado                               | Anotado · Penal                         |
| --------------------------------------- | --------------------------------------- | --------------------------------------- | --------------------------------------- | --------------------------------------- | ---------------------------------------- | --------------------------------------- | --------------------------------------- |
| 15 de junio de 2014                     | Inglaterra 1 – 2 Italia                 | Manaus                                  | Fase de grupos                          | 1                                       | 0                                        | 0                                       | 0                                       |
| 20 de junio de 2014                     | Suiza 2 – 5 Francia                     | Salvador                                | Fase de grupos                          | 1                                       | 0                                        | 0                                       | 1                                       |
| 28 de junio de 2014                     | Colombia 2 – 0 Uruguay                  | Río de Janeiro                          | Octavos de final                        | 3                                       | 0                                        | 0                                       | 0                                       |
| Copa Mundial de Fútbol de 2018 – Rusia  |                                         |                                         |                                         |                                         |                                          |                                         |                                         |
| Fecha                                   | Partido                                 | Sede                                    | Fase                                    | Amonestado                              | Otorgado · Otorgado otra vez · Expulsado | Expulsado                               | Anotado · Penal                         |
| 15 de junio de 2018                     | Egipto 0 – 1 Uruguay                    | Ekaterinburgo                           | Fase de grupos                          | 2                                       | 0                                        | 0                                       | 0                                       |
| 22 de junio de 2018                     | Brasil 2 – 0 Costa Rica                 | San Petersburgo                         | Fase de grupos                          | 3                                       | 0                                        | 0                                       | 0                                       |
| 1 de julio de 2018                      | España 1 – 1 Rusia                      | Moscú                                   | Octavos de final                        | 3                                       | 0                                        | 0                                       | 1                                       |
| 7 de julio de 2018                      | Suecia 0 – 2 Inglaterra                 | Samara                                  | Cuartos de Final                        | 3                                       | 0                                        | 0                                       | 0                                       |

## Vida personal
Además de ser árbitro, Kuipers estudió Administración de Empresas en la Universidad Radboud de Nimega; y actualmente es copropietario de tres supermercados C1000 y una peluquería en Oldenzaal. Es un apasionado del ciclismo de montaña.

## Retiro como árbitro profesional
Kuipers finalizaría su carrera como árbitro profesional el 7 de agosto de 2021 en la final de la Supercopa de los Países Bajos entre el PSV Eindhoven y el Ajax de Ámsterdam en donde el PSV se consagró campeón de dicha competición.

## Subasta
Kuipers como último acto en su carrera arbitral, subastó su silbato en el cual arbitró la mayoría de partidos de toda su carrera el silbato es un Molten Valkeen de marca Japonesa, Kuipers dijo a los medios que fue un regalo del árbitro Japonés Yūichi Nishimura quien se lo dio en la Copa Mundial de Fútbol de 2014.
El silbato es totalmente exclusivo. En los lados están grabados el nombre de Kuipers (Björn) y en el otro (FIFA WC BRAZIL 2014). El ganador del silbato grabado fue el Director ejecutivo de la tienda de juguetes sexuales Easytoys quien dio 4.000 Euros por el, el ganador fue recompensado con el silbato con unas tarjetas y una camiseta Macron rosada manga larga que Kuipers utilizó, todo firmado por el mismo.
Los fondos recaudados del silbato fueron al Hospital de niños Emma para ayudar a los niños con estreñimiento de los cuales la Hija de Kuipers ha sido brindada por los servicios de dicho Hospital. Actualmente el silbato subastado de Kuipers es el más caro del mercado, ya que es una edición exclusiva del Molten Valkeen de color plateado con sus grabados y con su Flip Grip blanco (cosa que en el mercado abierto al público no está) normalmente se encuentra negro. Kuipers manifiesta que es un hecho increíble y que se siente bien por ayudar a tantos niños en el Hospital anteriormente mencionado.